# اوسئاوکس
اوسئاوکس (به ایتالیایی: Usseaux) یک کومونه در ایتالیا است که در استان تورین واقع شده‌است. اوسئاوکس ۳۸٫۵ کیلومتر مربع مساحت و ۱۹۱ نفر جمعیت دارد و ۱٬۴۱۶ متر بالاتر از سطح دریا واقع شده‌است.